# Elassoneuria candida
Elassoneuria candida is een haft uit de familie Oligoneuriidae. De wetenschappelijke naam van de soort is voor het eerst geldig gepubliceerd in 1913 door Eaton.
De soort komt voor in het Afrotropisch gebied.